# دایره یووارو
دایره یووارو (به لاتین: Youwarou Cercle) یک منطقهٔ مسکونی در مالی است که در استان موپتی واقع شده‌است. دایره یووارو ۷٬۱۳۹ کیلومتر مربع مساحت و ۱۰۶٬۷۶۸ نفر جمعیت دارد.